# Michael Grenda
Michael Grenda   (Launceston i Grafton, 24 d'abril de 1964) va ser un ciclista australià que es va especialitzar en la pista. Del seu palmarès destaca la medalla d'or als Jocs Olímpics de 1984.
És fill de Ron Grenda i besnebot d'Alfred Grenda, tots dos també ciclistes.
Ha estat guardonat amb l'Orde d'Austràlia.

## Palmarès
- 1982
  - Medalla d'or als Jocs de la Commonwealth en Persecució per equips (amb Gary West, Kevin Nichols i Michael Turtur)
- 1984
  -  Medalla d'or als Jocs Olímpics de Los Angeles en Persecució per equips (amb Dean Woods, Kevin Nichols i Michael Turtur)
- 1987
  - 1r als Sis dies de Launceston (amb Tom Sawyer)